# Société des Voies Ferrées Départementales du Midi
Die Société des Voies Ferrées Départementales du Midi (VFDM) gab für die benachbarten Bahngesellschaften den Anstoß zur Modernisierung und Elektrifizierung des Nahverkehrs im Westteil des Départements Basses-Pyrénées.

## Geschichte

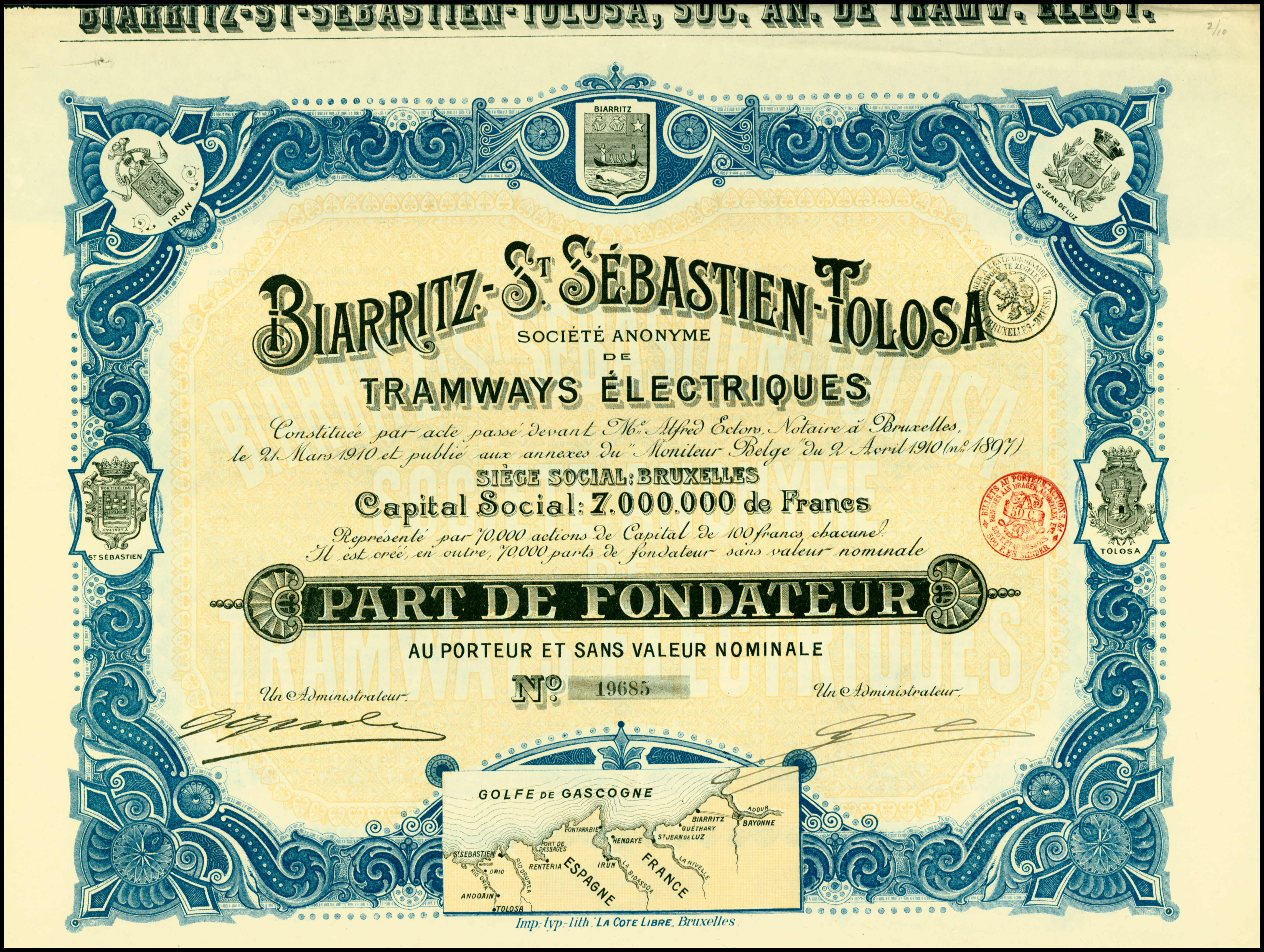
Part de Fondateur der S. A. de Tramways Électriques Biarritz-St. Sebastién-Tolosa vom 2. April 1910

Da sich der Fremdenverkehr seit der Jahrhundertwende gut entwickelt hatte, plante man den Bau weiterer Bahnverbindungen zu den gut besuchten Strandbädern entlang der Küste bis zur spanischen Grenze und darüber hinaus. Im Jahr 1910 gründete man mit belgischem Kapital die S. A. de Tramways Électriques Biarritz-St. Sebastién-Tolosa, die sich bald darauf den neuen Namen Société des Chemins de fer et des Tramways Électriques des Basses-Pyrénées et du Pays-Basque zulegte. Doch musste sie ihre Ziele bald aufgeben und wurde aufgelöst.
Eine neue Konzession wurde am 13. Juli 1912 dem Département Basses-Pyrénées erteilt, von dem sie am 8. Juli 1914 an die Société des Voies Ferrées Départementales du Midi (VFDM) übertragen wurde. Diese Tochter der Hauptbahngesellschaft Compagnie des chemins de fer du Midi  hatte  von 1913 bis 1914 unter dem Namen Société des Chemins de fer Basques gearbeitet. Sie begründete damit ihr „Baskisches Netz“ (Réseau Basque).
Im Jahr 1913 begann man von Bayonne aus den Bau einer elektrischen Bahn, die Gleichstrom nutzte, dessen Spannung im Stadtgebiet 675 Volt und im Außenbereich 1350 Volt betrug. Sie folgte am linken Ufer dem Adour über Blanc Pignon bis nach La Barre an der Flussmündung, dann verlief sie parallel zum Meeresstrand nach Süden, wo sie die dortigen Badeorte erschließen sollte.
Der Beginn des Ersten Weltkrieges behinderte den Weiterbau, so dass lediglich 1916 eine Teilstrecke von Bayonne bis Blanc-Pignon fertiggestellt werden konnte, die allerdings zunächst von der Compagnie du Chemin de fer Pau–Oloron–Mauléon et du Tramway de Bayonne à Biarritz (POM) betrieben wurde. Erst nach Kriegsende konnte die VFDM wieder selbst an dem umfangreichen Projekt weiter arbeiten und am 1. Juli 1919 von Blanc-Pignon diese Teilstrecke über La Barre durch den Wald von Chiberta bis Biarritz verlängern.
Nachdem die Küstenbahn den Badeort durchquert hatte, erreichte sie entlang der Steilküste am 26. Juli 1924 die Hafenstadt Saint-Jean-de-Luz und – teilweise auf den Gleisen der Straßenbahn Hendaye – die Station Deux-Jumeaux im Zentrum der Stadt Hendaye. Seit dem 10. Juli 1925 war die Endstation am dortigen Südbahnhof. Hier konnten die Fahrgäste in die wegen ihrer zahlreichen Tunnels > El Topo< (Maulwurf) genannte elektrische Bahn der Chemins de fer vicinaux Basques Espagnoles (FVDZ) über die spanische Grenze nach San Sebastian umsteigen, zu der es keine Gleisverbindung gab, obwohl auch sie seit 1912 in Meterspur angelegt war.
Von Saint Jean-de-Luz wurde am 1. Juli 1924 eine Zweigbahn durch das Tal der Nivelle ins Hinterland über Ascain und Saint Ignace – wo die Bergbahn nach La Rhune beginnt – bis Sare eröffnet. Von Ascain war eine Querverbindung in östlicher Richtung über Cambo bis nach Peyrehorade im Département Landes geplant. Doch wegen des Ersten Weltkriegs und der anschließenden Entwicklung wurde dieses Projekt ebenso wenig vollendet wie eine weitere Lokalbahn von Saint Palais nach Saint-Jean-Pied-de-Port, dem Endpunkt einer von Bayonne ausgehenden Südbahnstrecke. Nur die kurze Stichbahn von Saint-Jean-Pied-de-Port  nach Mendive wurde als nicht elektrifizierte Werksbahn in den Jahren 1927 bis 1935  betrieben.
Weil die engen Straßen von Biarritz, durch die die Strecke führte, keinen Güterverkehr zuließen, wurde am 5. Oktober 1927 eine Umgehung (ceinture) um die Altstadt herum eröffnet. Ferner begannen ab 1930 die VFDM-Züge in Bayonne am Bahnhof der Südbahngesellschaft auf dem rechten Ufer des Adour und nicht mehr an der Place d`Armes.
Obwohl nun zu Anfang der 1930er Jahre ein modern ausgebautes elektrisches Bahnnetz existierte, konnte dieses der Konkurrenz der neu aufkommenden Omnibusse und privaten Kraftfahrzeuge nicht lange standhalten. Die VFDM erhielt trotz ihrer finanziellen Schwierigkeiten auch keine staatliche Unterstützung und legte daher nach der relativ kurzen Betriebszeit von rund 20 Jahren ihre Strecken wieder still:
- 1. November 1935    Hendaye–Biarritz
- 12. März  1936     Biarritz–La Barre
- 1. Juli     1937     Saint Jean–Ascain–Sare
- 31. Januar    1939     La Barre–Bayonne; dieser Abschnitt ging an die POM über,

die ihn bis 1948  noch weiter betrieben hat.